# Мишенки
Ми́шенки (рос. Мышенки) — присілок у складі Дмитровського міського округу Московської області, Росія.

## Населення
Населення — 11 осіб (2010; 3 у 2002).
Національний склад (станом на 2002 рік):
- росіяни — 100 %